# Жьяну, Влад-Кристьян
Влад-Кристьян Жьяну (рум. Vlad-Cristian Jianu; род. 27 сентября 1984, Бухарест) — румынский шахматист, гроссмейстер (2007).
В составе сборной Румынии участник 41-й Олимпиады (2014) в Тромсё и 2-х командных чемпионатов Европы (2007 и 2013).

## Карьера шахматиста
Неоднократно представлял Румынию на чемпионатах мира и Европы среди юниоров в разных возрастных категориях, выиграв три серебряные медали: Сегед (1994), Бэиле-Еркулане (1994), Римавска-Собота (1996). Кроме того, трёхкратный призёр командного чемпионата Европы среди юниоров до 18 лет (все турниры состоялись в Балатонлелле): золотой (2002), серебряный (2001) и бронзовый (2000). 
Чемпион Румынии (2006).
Стал гроссмейстером в Тимишоара, дважды победив в 2005 и 2006 годах, а также на чемпионате Европы (Дрезден, 2007). В 2007 году победил на турнире с швейцарской системой в Галаце. В 2010 году победил на турнире с круговой системой в Бая-Сприе. В 2011 году разделил 1-е место (с Мартыном Романовичем Кравцив) в Фонтении.
Дважды представлял Румынию на командном чемпионате Европы (2007, 2013). Дважды на шахматных олимпиадах среди юниоров до 16 лет (1999, 2000). Трижды на командных чемпионатах Европы среди юниоров до 18 лет (2000, 2001, 2002).

## Изменения рейтинга
| Графики недоступны из-за технических проблем. См. информацию на Фабрикаторе и на mediawiki.org. |